# Rainer von Österreich (1827–1913)

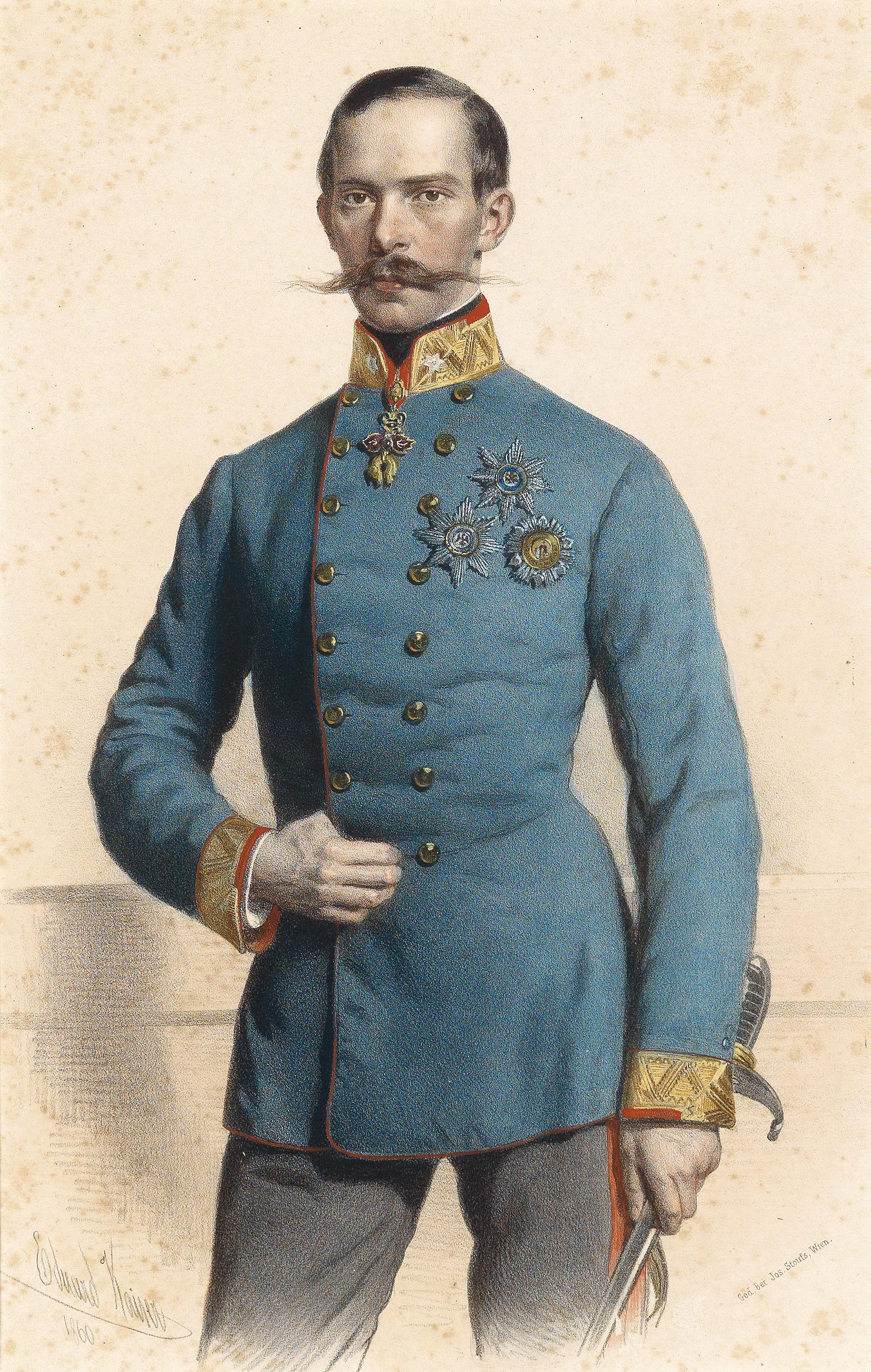
Erzherzog Rainer, Lithographie von Eduard Kaiser, 1860

Erzherzog Rainer Ferdinand Maria Johann Evangelist Franz Ignaz von Österreich (* 11. Jänner 1827 in Mailand; † 27. Jänner 1913 in Wien) war ein populäres Mitglied des Kaiserhauses, Förderer von Kunst und Wissenschaft und Oberkommandierender der k.k. Landwehr (der cisleithanischen Territorialverteidigung).

## Leben und Werk

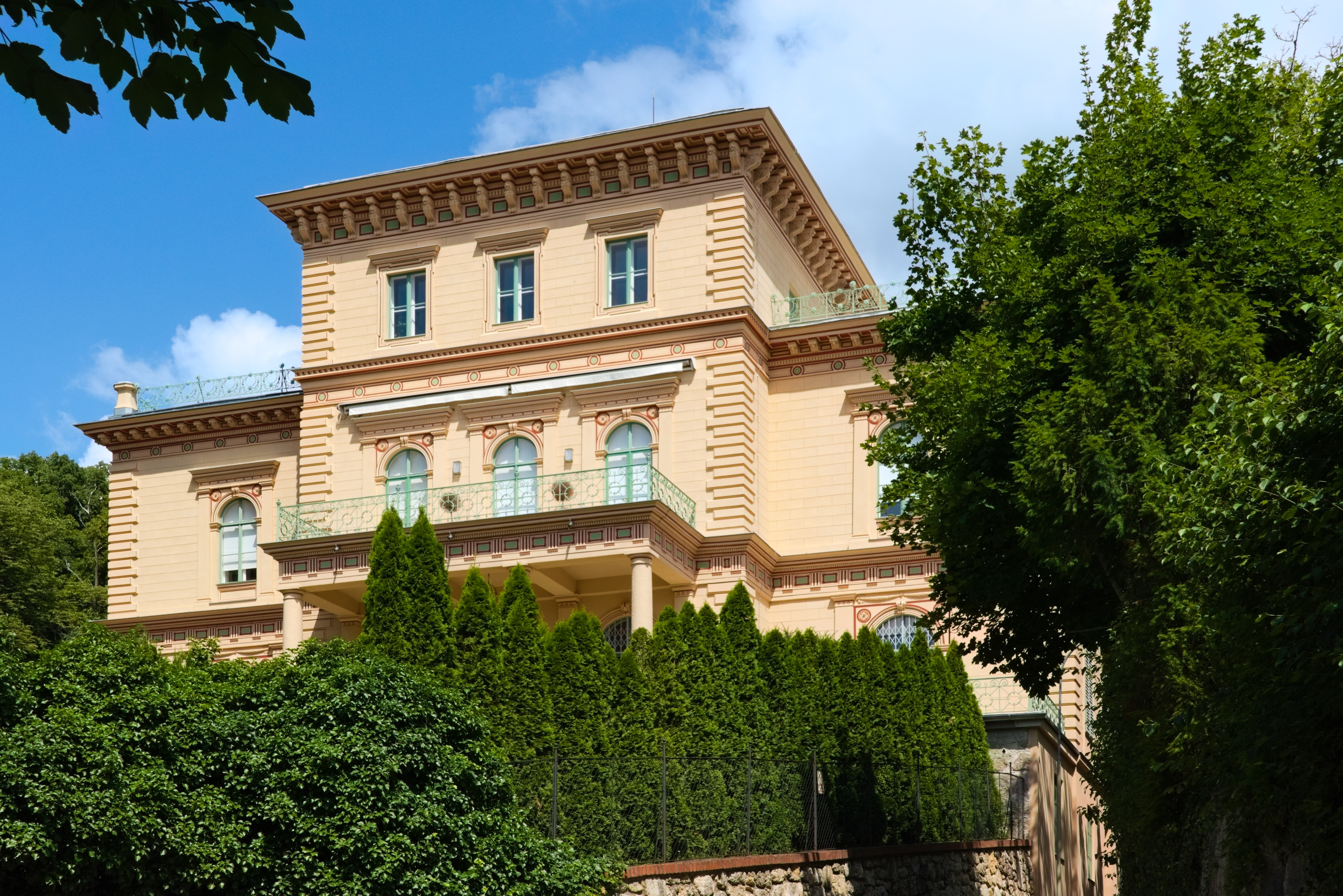
Villa Rainer in Baden

Der Sohn Erzherzog Rainer Joseph Johanns, des Vizekönigs der Lombardei und jüngeren Bruders von Kaiser Franz I., verbrachte seine Kindheit und Jugend in Oberitalien und machte anschließend die für einen Erzherzog obligate Militärkarriere.
Seit 21. Februar 1852 war Rainer mit seiner Cousine Erzherzogin Marie Karoline (1825–1915), der Tochter Erzherzog Karls, des Siegers von Aspern 1809, verheiratet. Die beiden waren wegen ihrer häufigen Präsenz in der Öffentlichkeit und ihrer zahlreichen karitativen Aktivitäten jahrzehntelang die populärsten Mitglieder des Kaiserhauses. Die Ehe von Rainer und Marie Karoline war sehr glücklich. Die Feier zu ihrer Diamantenen Hochzeit 1912 wurde später als letztes Großereignis der untergegangenen Donaumonarchie eingeschätzt. Da Rainer und Marie Karoline keine eigenen Kinder hatten, aber sehr kinderfreundlich waren, kümmerten sie sich intensiv um die Belange von Kindern und Jugendlichen, auch im habsburgischen Familienkreis.
Rainer war von 1852 an Inhaber des k.(u.)k. Infanterieregiments No. 59. Nach seinem Tod erhielt dieses Salzburger Hausregiment (IR 59) „auf immerwährende Zeiten“ die Bezeichnung „Erzherzog Rainer“. Die Rainerkaserne in Elsbethen war bis 2012 Bundesheerstandort und wurde im Oktober 2012 von der Red Bull GmbH gekauft. In Salzburg besteht auch eine Rainerstraße, die an das Regiment des Erzherzogs erinnert. Hans Schmid verfasste zu Ehren dieses Regiments den Rainermarsch. Seine Tradition wird heute vom Jägerbataillon Salzburg – Erzherzog Rainer des Österreichischen Bundesheeres fortgeführt. Seit 1999 gibt es in Salzburg auch wieder eine Rainermusik (Traditionsmusikkapelle des k.u.k. IR „Erzherzog Rainer“ Nr. 59). Sie widmet sich der Pflege der musikalischen Tradition der ehemaligen k.u.k. Militärmusikkapellen.

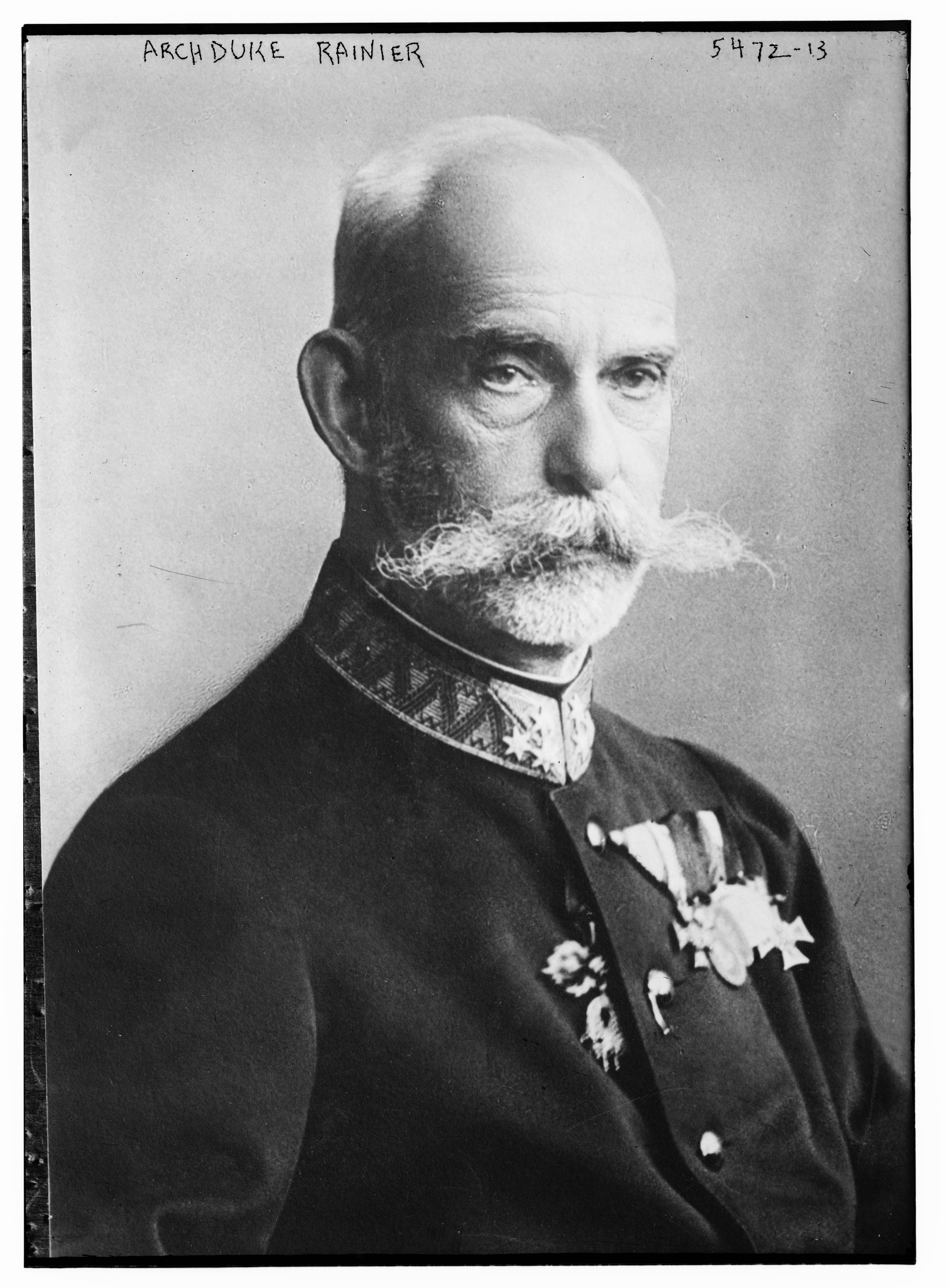
Erzherzog Rainer (1910)

1854 kaufte der Erzherzog das später Erzherzog-Rainer-Palais genannte Schloss im 4. Bezirk, wo er mit seiner Gattin bis zu seinem Tod wohnte. Eine das Areal im Süden begrenzende und bis in den 1861 abgetrennten 5. Bezirk reichende Gasse wurde 1862 Rainergasse benannt (Palais auf Nr. 18), im Osten hatte das Areal die Adresse Schönburgstraße 1, im Nordwesten Wiedner Hauptstraße 63. Das Palais wurde nach Kriegs- und Besatzungsschäden 1957/1958 durch die Semperit A.G. abgetragen. Ein etwas weiter stadteinwärts auf Nr. 27–29 an der Wiedner Hauptstraße gelegener Vier-Sterne-Betrieb trägt seit 1912 mit Zustimmung des Erzherzogs den Namen Hotel Erzherzog Rainer.
Rainer wurde 1857 von seinem Cousin Kaiser Franz Joseph I. an die Spitze des ernannten Reichsrats berufen. In Folge war er von 1861 bis 1865 als nomineller Ministerpräsident Haupt des liberalen Kabinetts von Anton von Schmerling. Damit war der Erzherzog der erste konstitutionelle Ministerpräsident Österreichs. Obwohl er überzeugter Katholik war, galt er als gemäßigt liberal und genoss daher große Sympathien in der Bevölkerung.
Rainer förderte Kunst und Wissenschaften. Unter anderem war er Präsident der Wiener Weltausstellung 1873, Kurator und Ehrenmitglied der Akademie der Wissenschaften sowie Protektor des Österreichischen Museums für Kunst und Industrie. 1884 erwarb er einen in Fayum gefundenen Papyrusbestand und schenkte sie 1899 der k.k. Hofbibliothek (heute Österreichische Nationalbibliothek). Diese Papyrussammlung Erzherzog Rainer ist heute UNESCO-Weltdokumentenerbe.
Am 6. Oktober 1866 wurde im Rahmen einer von Erzherzog Rainer geführten Expedition der 3358 m hohe Schneebiger Nock in der Rieserfernergruppe erstmals bestiegen.
Rainer fungierte von 1872 bis 1906 als Oberkommandierender der k.k. Landwehr, die er in dieser Zeit zu einer militärisch gleichwertigen Streitkraft neben der Gemeinsamen Armee aufbaute. 1874 avancierte er zum Feldzeugmeister.
1873 ging die Villa des Gustav von Epstein in Baden in den Besitz des Erzherzogs über, da sich Epstein verspekulierte; die Liegenschaft stand 2018 zum Verkauf. Architekt der Villa war Otto Wagner. Der Erzherzog verbrachte mit seiner Frau vor allem die Sommer in Baden. Rainer galt als sehr vermögend und erbte neben den oberitalienischen Besitzungen seines Vaters auch die Güter seiner kinderlos verstorbenen Brüder, wie unter anderem Schloss Hernstein in Niederösterreich.
1895 erbte Erzherzog Rainer von Fürstin Wilhelmine von Montléart deren Besitz auf dem Gallitzinberg und ließ dort ab 1903 das Schloss Wilhelminenberg als repräsentativen Sitz bauen. 1898 erwarb er das Thermalbad Bad Fischau, welches bis in die 1990er Jahre im Besitz der Familie Habsburg stand und heute unter Denkmalschutz steht. Der Erzherzog übernahm auch öffentliche Verpflichtungen für den Kaiser, so weihte er 1902 die Kaiserin Elisabeth-Gedächtniskirche auf dem Schneeberg ein, zu deren Protektoren er zählte. 1904 vertrat er den Monarchen bei der 50-Jahr-Feier der Semmeringbahn.
Nach seinem Tod 1913 wurde Erzherzog Rainer in der Wiener Kaisergruft beigesetzt.
Die von der Österreichisch-Ungarischen Nordpolexpedition 1874 entdeckte Rainer-Insel im arktischen Archipel Franz-Josef-Land ist nach ihm benannt.

## Bilder

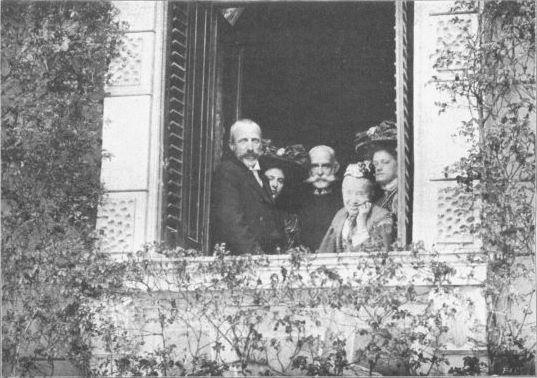
Ihre k.u.k Hoheiten Erzherzog Rainer, Erzherzogin Marie, Erzherzog Karl Stephan und dessen Töchter Erzherzoginnen Eleonora und Renata in der Villa Quisiana in Abbazia in Istrien
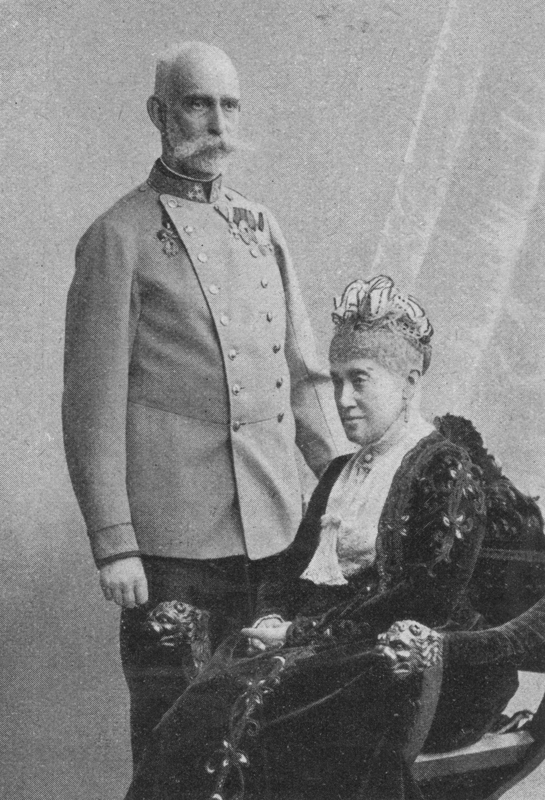
Erzherzog Rainer mit seiner Frau Marie
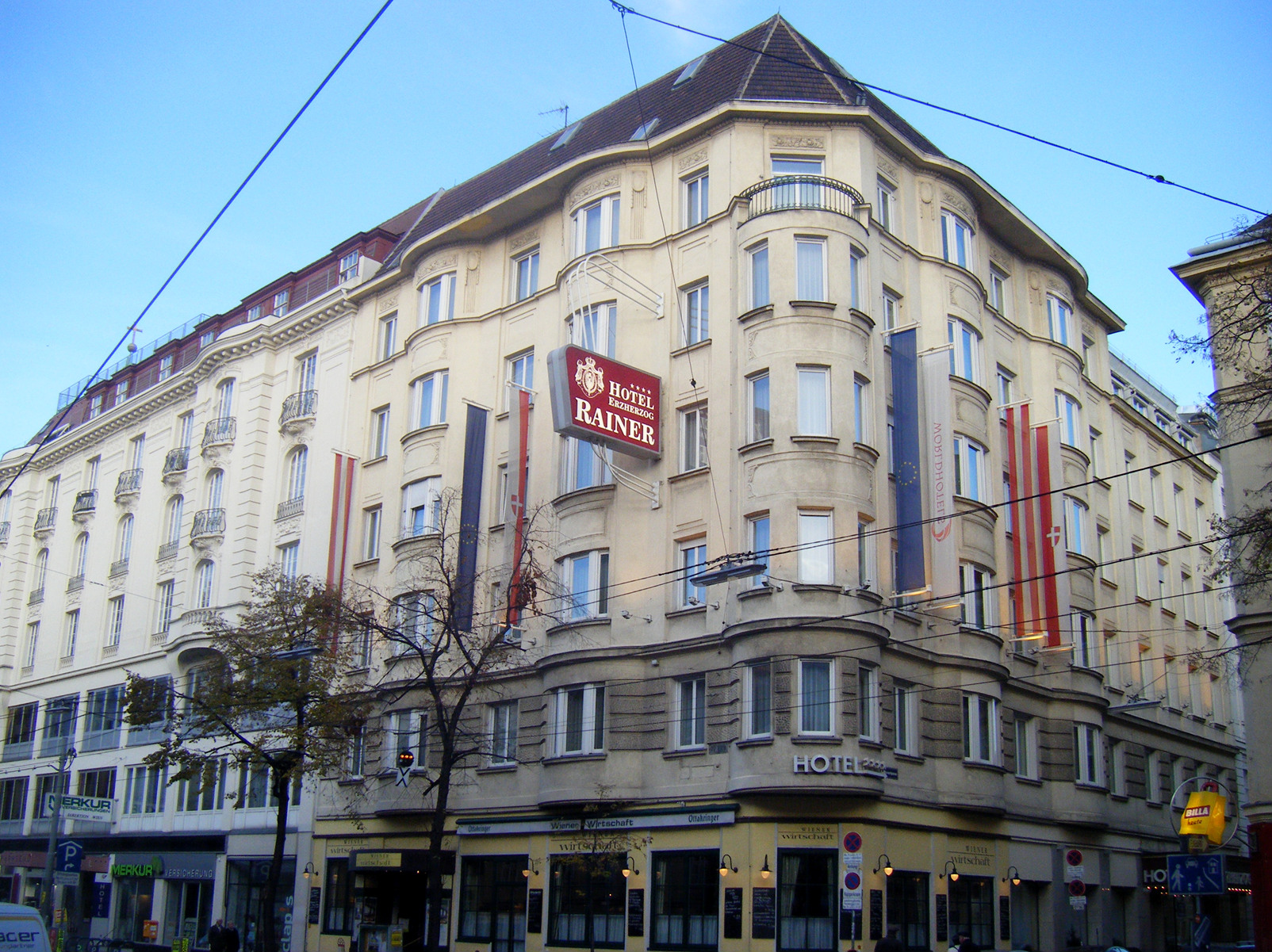
Das Hotel Erzherzog Rainer in Wien-Wieden
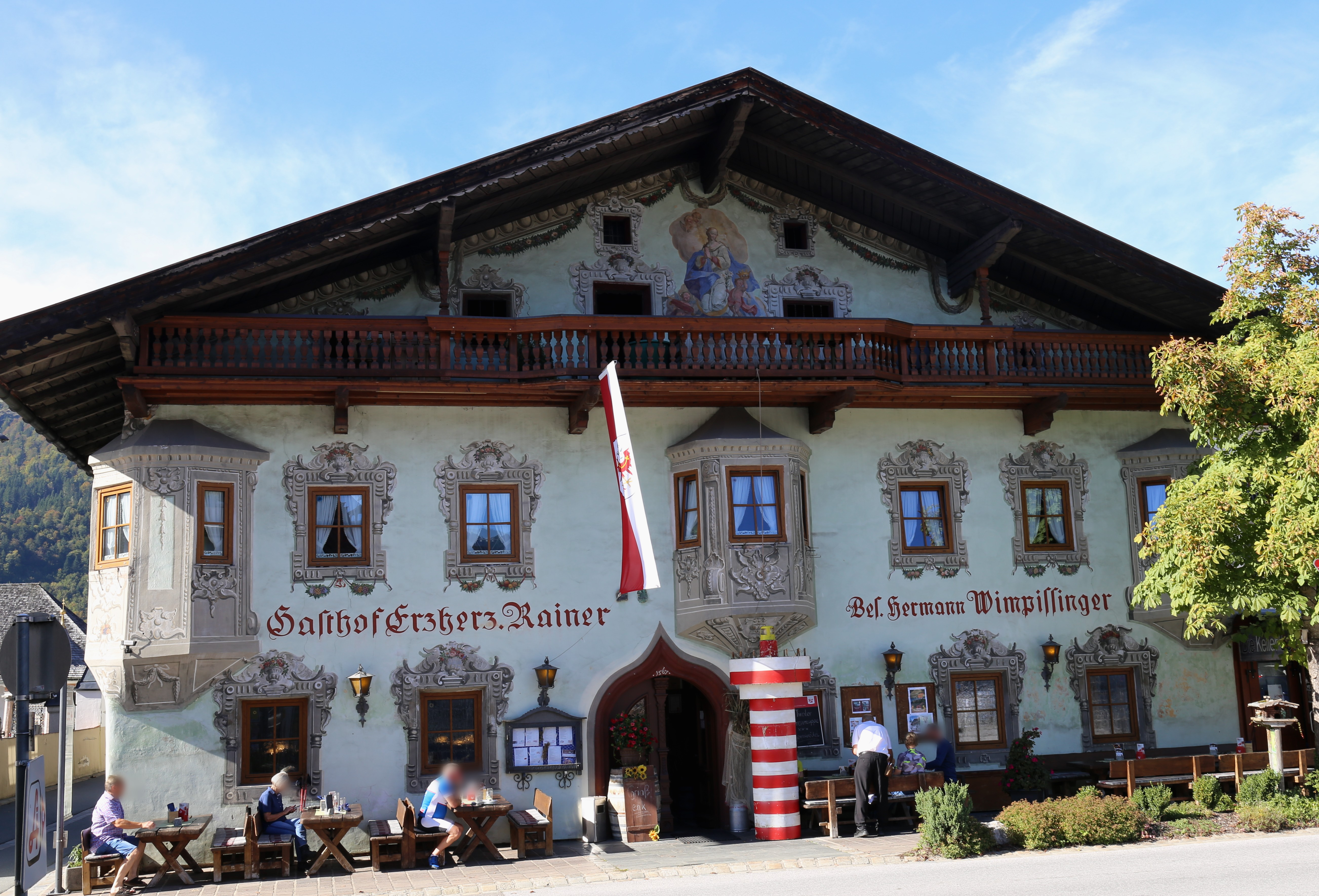
Gasthaus Erzherzog Rainer in Kössen
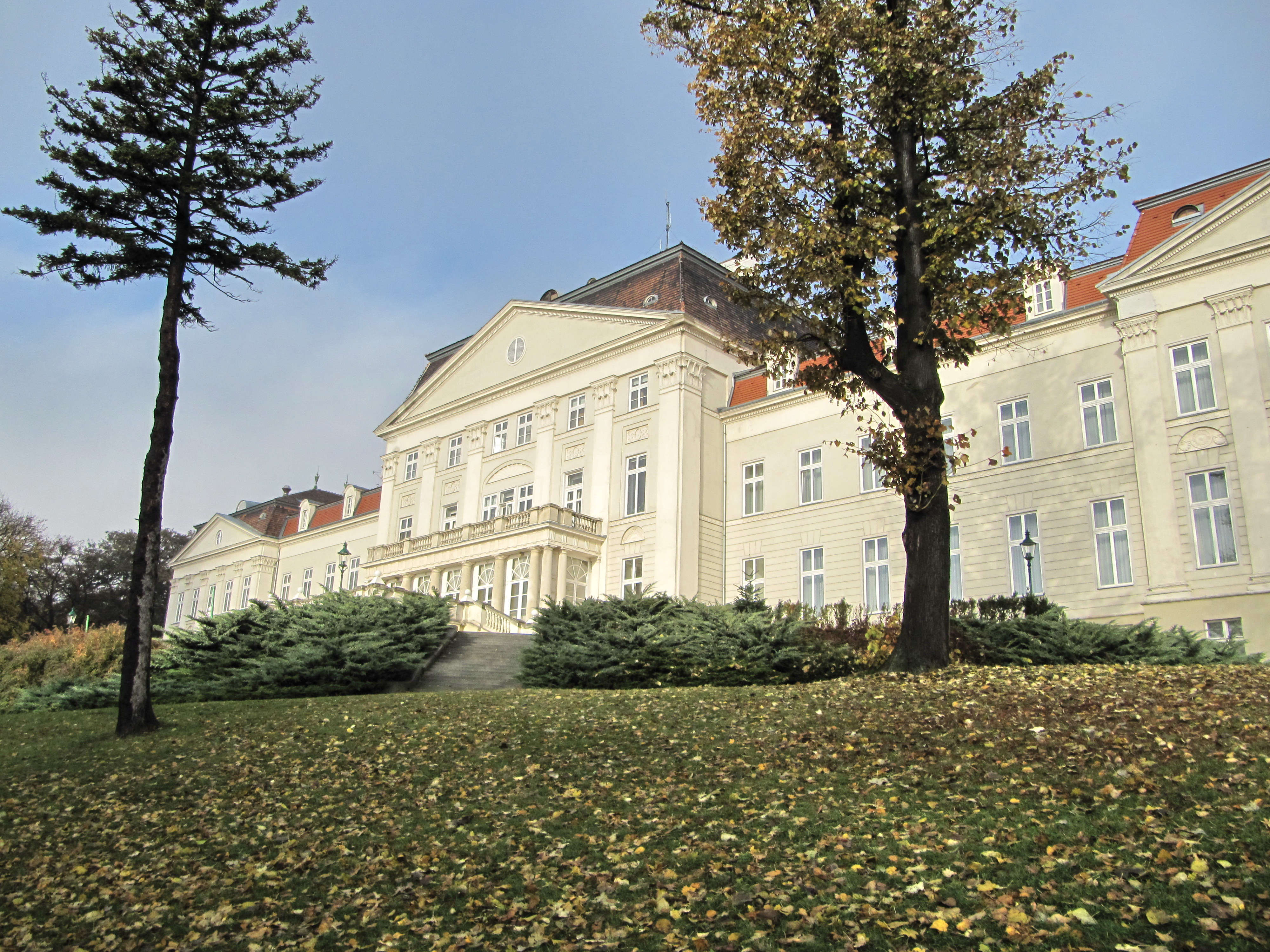
Schloss Wilhelminenberg in Wien
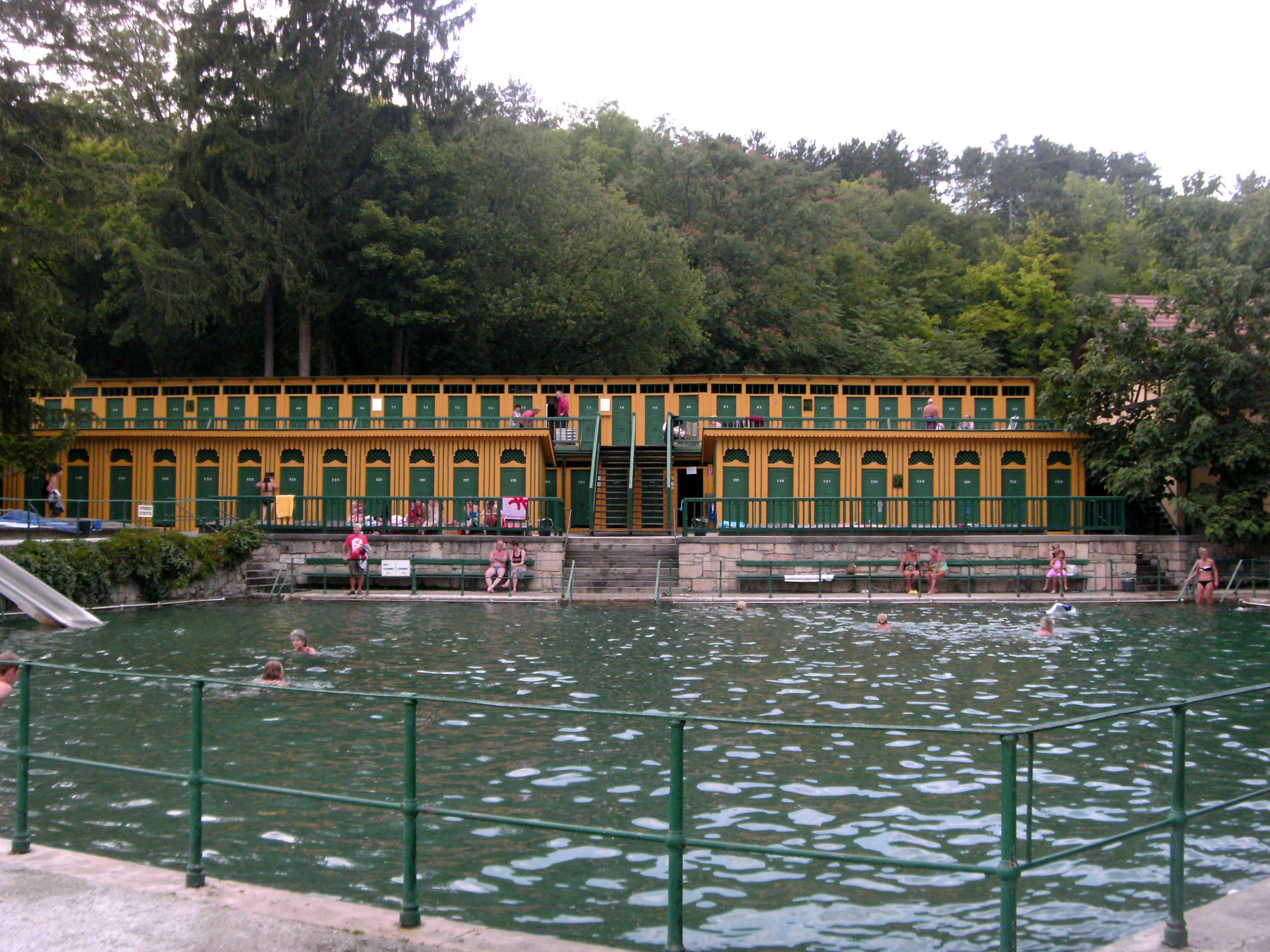
Das Thermalbad Fischau